# João Bosco Martins
João Bosco Martins (Pará de Minas, 26 de abril de 1950) é um jornalista, radialista e político brasileiro do estado de Minas Gerais.
João Bosco Martins foi deputado estadual constituinte de Minas Gerais na 11ª legislatura (1987-1991), pelo PDT.
.